# Belisana yunnan
Espèce
Belisana yunnan est une espèce d'araignées aranéomorphes de la famille des Pholcidae.

## Distribution
Cette espèce est endémique du Yunnan en Chine,. Elle se rencontre à Mangshi dans la grotte Xianren.

## Description
Le mâle holotype mesure 1,90 mm et la femelle paratype 2,14 mm.

## Systématique et taxinomie
Cette espèce a été décrite par Zhang, Li et Yao en 2024.

## Étymologie
Son nom d'espèce lui a été donné en référence au lieu de sa découverte, le Yunnan.